# Интеллект китообразных
Интеллект китообразных — когнитивные способности китообразных млекопитающих, включая китов, морских свиней и дельфинов.

## Размер мозга
Размер мозга в XX веке считался основным показателем интеллекта животного, однако открытия, касающиеся интеллекта птиц, поставили под сомнение важность указанного фактора. Поскольку большая часть мозга используется для поддержания функций организма, более высокие соотношения массы мозга и тела могут увеличить количество массы мозга, доступной для более сложных когнитивных задач. Аллометрический анализ показывает, что в целом масса мозга млекопитающих подчиняется закону Клайбера. Сравнение фактического размера мозга с размером, ожидаемым от аллометрии, дает коэффициент энцефализации (EQ), который можно использовать в качестве более точного показателя интеллекта животного:
- У кашалотов (Physeter macrocephalus) самая большая известная масса мозга среди всех существующих животных: в среднем 7,8 кг у взрослых самцов[2].
- У косаток (Orcinus orca) средняя масса мозга составляет 5,4-6,8 кг
- У дельфинов-афалин (Tursiops truncatus) масса мозга составляет 1,5-1,7 кг. Это немного больше, чем у людей (1,3-1,4 кг) и примерно в четыре раза больше, чем у шимпанзе (400 г).[3]
- Отношение массы мозга к массе тела (а не коэффициент энцефализации) у некоторых членов суперсемейства одонтоцетов (дельфины, морские свиньи, белухи и нарвалы) больше, чем у современных людей и больше, чем у всех других млекопитающих (есть мнение, что на втором месте после людей по этому показателю стоят тупайи.)[4][5].
- Коэффициент энцефализации (EQ) широко варьируется между видами. Дельфин Ла-Платы имеет EQ приблизительно 1,67; гангский дельфин — 1,55; косатка — 2,57; афалины— 4,14; белый дельфин — 4,56. Слоны имеют EQ в диапазоне от 1,13 до 2,36[6] :151; шимпанзе — приблизительно 2,49; собаки — 1,17; кошки — 1,00; мыши —0,50[7].
- Большинство млекопитающих рождаются с приблизительно 90 % от массы мозга взрослой особи. Люди рождаются с 28 % от массы взрослого, шимпанзе с 54 %, афалины с 42,5 %, слоны с 35 %.

Веретенообразные нейроны (нейроны без обширного ветвления) были обнаружены в мозгах горбатых китов, финвалов, кашалотов, косаток, афалин, дельфинов Риссо и белух. Люди и другие приматы, слоны, — виды, хорошо известные своим высоким интеллектом, — единственные, кто имеет такие нейроны. Этот факт позволяет предположить сходящуюся эволюцию этих видов.

## Структура мозга
Мозг слона демонстрирует сложность, сходную с мозгом дельфина, и имеет больше извилин, чем у людей; кора мозга слона более развита, чем у китообразных. Общепринято, что именно развитие неокортекса в ходе эволюции человека, как абсолютно, так и относительно остальной части мозга, определяет эволюцию человеческого интеллекта. Хотя развитый неокортекс обычно указывает на высокий интеллект, бывают и исключения. Например, ехидна имеет высокоразвитый мозг, но это животное не считается очень умным.
В 2014 году впервые было показано, что у дельфинов вида обыкновенная гринда больше нейрокортикальных нейронов, чем у любого млекопитающего, изученного до настоящего времени, включая человека. В отличие от наземных млекопитающих, мозг дельфина содержит паралимбическую долю, которая может быть использована для обработки сенсорной информации. Все спящие млекопитающие, включая дельфинов, испытывают стадию, известную как быстрый сон. Существуют данные о том, что во время сна дельфина одно из полушарий бодрствует, что, в свою очередь, позволяет животному контролировать свою систему дыхания или замечать хищников. Это обстоятельство также приводится в качестве объяснения большого размера мозга дельфинов.

## Эволюция мозга
Эволюция мозга у китообразных аналогична эволюции мозга приматов. Среди китообразных более высокие коэффициенты энцефализации демонстрируют зубатые киты. Наиболее распространена теория о том, что размер и сложность мозга китообразных увеличились для поддержки сложных социальных отношений. Это также могло быть вызвано изменениями в рационе, появлением эхолокации или увеличением ареала.

## Способность решать проблемы
Некоторые исследования показывают, что дельфины, хотя и не умеют считать, понимают что такое числовая последовательность и могут различать числа.
Некоторые исследователи оценивают интеллект дельфинов примерно на уровне слонов. Обзор исследований, проведенный в 1982 году, показал, что по уровню интеллекта дельфины оцениваются высоко, но не так высоко, как некоторые другие животные.

## Поведение

### Групповое поведение
Размеры групп дельфинов довольно сильно различаются. Речные дельфины обычно собираются в довольно небольшие группы от 6 до 12 особей. Животные в этих небольших группах знают и узнают друг друга. Другие виды, такие как пятнистый дельфин, обыкновенный дельфин и дельфин-спиннер живут группами из сотен особей. При этом группы демонстрируют совместное поведение. По одной из гипотез (Jerison, 1986) члены группы могут обмениваться результатами эхолокации.
Косатки, обитающие в Британской Колумбии, живут в чрезвычайно стабильных семейных группах. Основой этой социальной структуры является группа, состоящая из матери и её потомства. Самцы косаток никогда не покидают стаю своей матери, в то время как потомство женского пола может разветвляться, образуя собственные группы. Самцы имеют особенно сильную связь со своей матерью и путешествуют с ними всю жизнь, которая может превышать 50 лет.

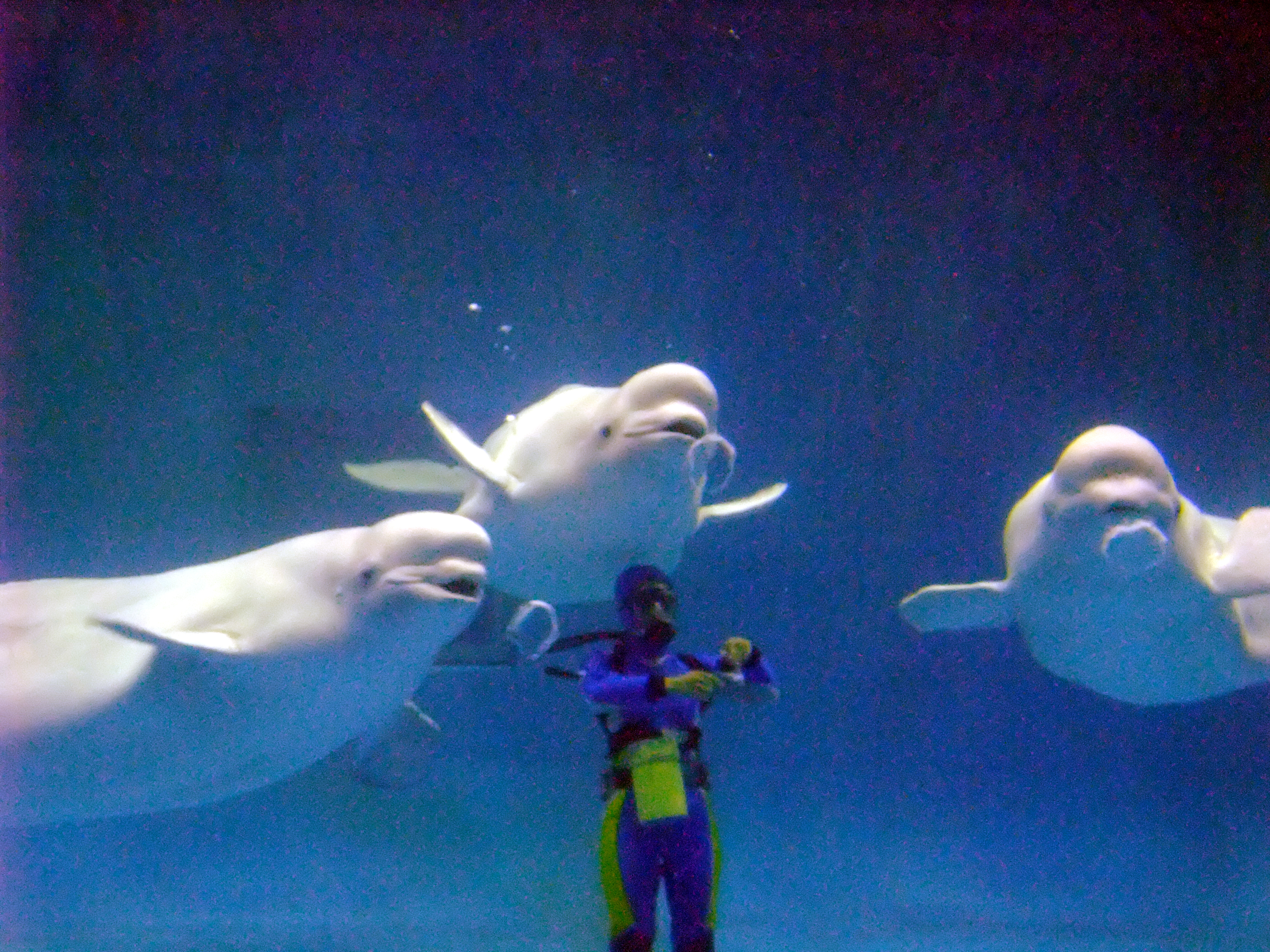
Белухи, пускающие кольца из пузырьков воздуха

### Сложные игры
Известно, что дельфины участвуют в сложном игровом поведении, которое включает в себя такие вещи, как создание устойчивых подводных тороидальных вихревых колец с воздушным сердечником или «пузырьковых колец». Известно, что некоторые киты создают пузырьковые кольца или пузырьковые сети для кормления. Замечено, что многие виды дельфинов любят играть, катаясь на волнах, будь то естественные волны вблизи береговой линии, или волны, образованные движением судов.

### Межвидовое сотрудничество
Были случаи, когда в неволе различные виды дельфинов и морских свиней помогали животным других видов, попавшим на отмель. Также известны случаи спасения дельфинами тонущих людей, а по крайней мере в одном случае дельфин обратился за помощью к людям.

### Творческое поведение
Помимо умения разучивать сложные трюки, дельфины продемонстрировали способность к творчеству. Биолог Карен Прайор, в середине 1960-х годов работавшая в Sea Life Park на Гавайях, опубликовала исследование «The Creative Porpoise: Training for Novel Behavior» (1969). Двумя испытуемыми были два крупнозубых дельфина (Steno bredanensis): Малия (постоянный исполнитель шоу в Sea Life Park) и Хоу (предмет исследования в соседнем Океаническом институте). По наблюдениям Прайор, животные часто демонстрировали оригинальность в поведении. Однако, поскольку в эксперименте участвовали только два дельфина, исследование трудно обобщить.

### Использование инструментов
При наблюдении за дикими афалинами в Shark Bay (Западная Австралия) было отмечено поведение, напоминающее использование инструментов. Так, при поиске пищи на дне афалины часто отламывали куски губок и использовали их для раскапывания грунта.

## Коммуникация
Китообразные широко используют для коммуникации звуковые сигналы.
Так, дельфины используют два вида сигналов: свист и щелчки:
- щелчки  –  быстрые импульсы в широком частотном диапазоне –  используются, в основном, для эхолокации. Импульсы излучаются с интервалами ≈35-50 миллисекунд и, как правило, интервалы между щелчками немного превышают время прохождения звука до цели.
- свистки  –  узкополосные частотно-модулированные (ЧМ) сигналы  –  используются для коммуникативных целей, таких как контактные вызовы внутри стада.

Существуют убедительные доказательства того, что некоторые специфические свистки (signature whistles) используются дельфинами для идентификации и/или вызова друг друга. При этом дельфины испускают свист, характерный не только для своего вида, но и для других видов. Характерные виды свиста используют группы матери и ее детенышей, а также группы подружившихся взрослых самцов.

## Самосознание
Считается, что самосознание, хотя оно и не является научно обоснованным понятием, предшествует более продвинутым процессам, таким как метакогнитивные процессы (мышление о мышлении), которые типичны для людей. Научные исследования в этой области показали, что дельфины, наряду со слонами и гоминидами, обладают самосознанием.
Наиболее широко используемым тестом на самосознание у животных является зеркальный тест, разработанный Гордоном Гэллапом в 1970-х годах, в котором на тело животного наносится временный краситель, а затем животное подводят к зеркалу.